# Jahrbuch für Politik und Geschichte
Das Jahrbuch für Politik und Geschichte (JPG) erscheint seit 2010 im Franz-Steiner-Verlag in Stuttgart. Es ist ein interdisziplinäres wissenschaftliches Periodikum zu den Themenfeldern Erinnerungskultur und Geschichtspolitik.

## Entstehung und inhaltliches Profil
Fachwissenschaftlicher Hintergrund ist das seit den 1980er-Jahren in den deutschen und internationalen Politik- und Geschichtswissenschaften sich formierende neue Feld der systematische Analyse des politischen-kulturellen Umgangs mit Geschichte. Diese sich insbesondere seit den 1990er-Jahren in einer Vielzahl von wissenschaftlichen Studien niederschlagende interdisziplinäre Forschungsrichtung der Memory Studies führte 1996 auch zur Gründung des Arbeitskreises für Politik und Geschichte in der Deutschen Vereinigung für Politische Wissenschaft. Aus diesem Arbeitskreis ging das JPG hervor. Gegründet haben es die Politikwissenschaftler Claudia Fröhlich, Horst-Alfred Heinrich und Harald Schmid. 
Im Editorial des ersten Bandes beziehen sich die Herausgeber auf den von Max Weber geprägten Begriff der "politischen Erinnerung", um den thematischen Horizont des Jahrbuchs zu beschrieben. Weiter heißt es dort: "Politik braucht und gebraucht Geschichte – zur Rechtfertigung und Legitimation, Selbstdarstellung und argumentativen Auseinandersetzung sowie zur eigenen temporalen Orientierung. Geschichte ist nicht nur Nährboden von öffentlichen Erinnerungskulturen, sondern auch eine herausragende Ressource politischer Akteure." Zum Ansatz des Jahrbuchs schreiben die Herausgeber, es sei "im deutschen Wissenschaftsfeld das erste Periodikum, das sich eigens den vielfältigen, oft disziplinübergreifenden Untersuchungen rund um die Forschungsfelder Geschichtspolitik und Erinnerungskultur widmet". Es verstehe sich als ein wissenschaftliches Forum für die "weitverzweigten und oft spezialisierten Forschungen zum politischen Umgang mit Geschichte – von rechtshistorischen Studien zu strafrechtlicher „Vergangenheitsbewältigung“ und politikwissenschaftlich-zeithistorischen Arbeiten zur Geschichts- und Vergangenheitspolitik über vom cultural turn geprägte kulturwissenschaftliche Beiträge zum Komplex des Erinnerns bis hin zu Untersuchungen des Faktors Geschichte in Prozessen der Transition to democracy".

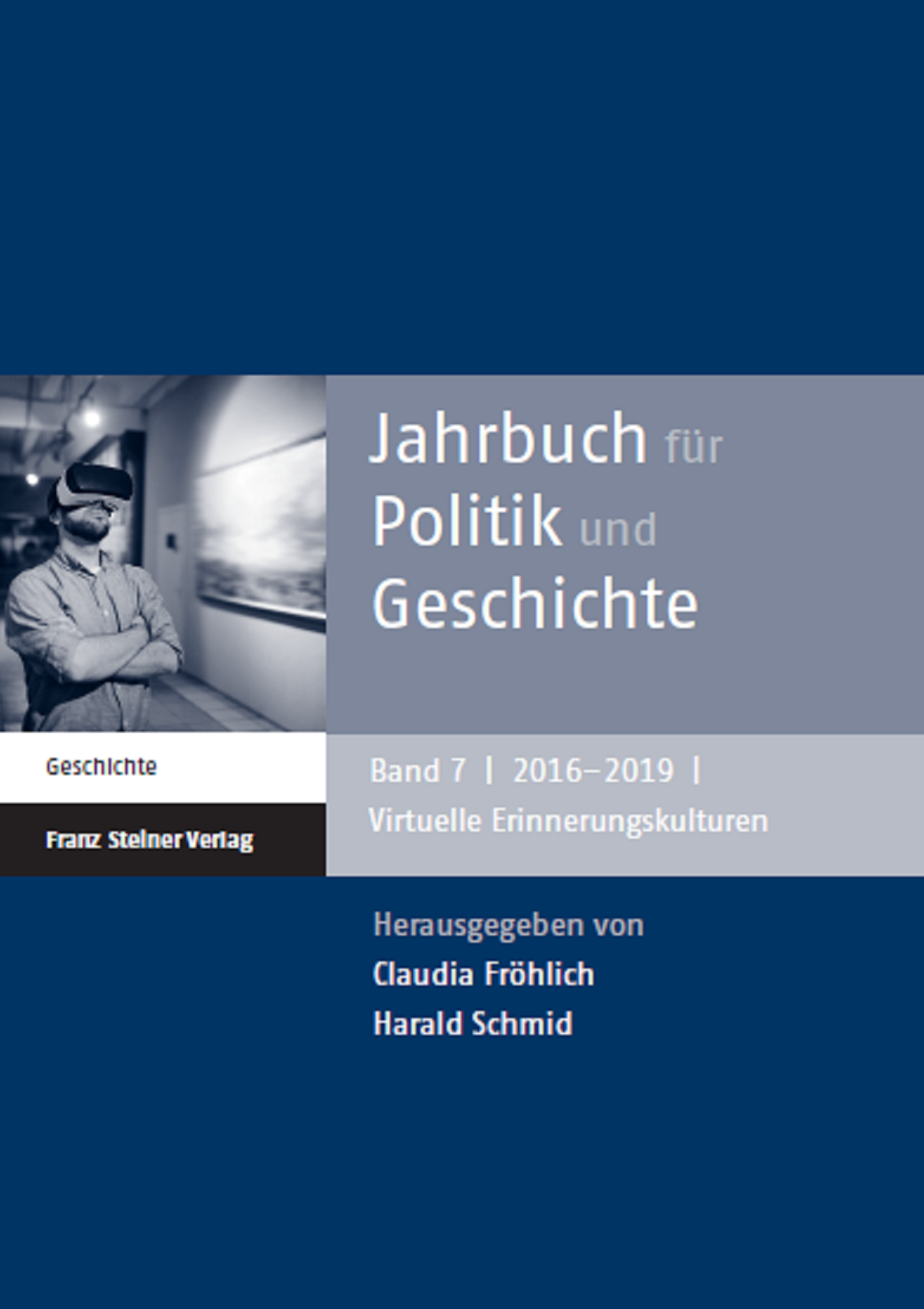
Titelseite Bd. 7, 2019

Jeder Band umfasst folgende Rubriken:
- Schwerpunkt
- Atelier & Galerie (ab Bd. 3)
- Aktuelles Forum
- Fundstück
- Forschungsbericht

Die Beiträge des Jahrbuchs erscheinen in deutscher oder englischer Sprache.
Redaktion und Herausgeberschaft des JPG liegen bei Claudia Fröhlich und Harald Schmid. Mitherausgeber der Bände 1 und 2 war Horst-Alfred Heinrich, die Bände 4 und 5 hat Birgit Schwelling mit herausgegeben.
Mitglieder des Wissenschaftlichen Beirats des Jahrbuchs sind:
- Aleida Assmann
- Horst-Alfred Heinrich (ab Bd. 4)
- Helmut König
- Bill Niven
- Peter Reichel
- Peter Steinbach
- Edgar Wolfrum

## Schwerpunktthemen
- Bd. 1 (2010): Historische Gerechtigkeit
- Bd. 2 (2011): Extremismus und Geschichtspolitik
- Bd. 3 (2012): Brauchen Demokratien Geschichte?
- Bd. 4 (2013): Geschichte ausstellen
- Bd. 5 (2014): 25 Jahre europäische Wende
- Bd. 6 (2015): Geschichtspolitiken und Erinnerungskulturen global
- Bd. 7 (2016–2019): Virtuelle Erinnerungskulturen

## Rezeption
Die Zeitschrift "Neue Politische Literatur" bezeichnete das JPG als "ein interessantes, innovatives und vor allem couragiertes Projekt". Die "Zeitschrift für Geschichtswissenschaft" schrieb: "Den Herausgebern ist (...) der eindrucksvolle Beweis gelungen, dass für eine neue Zeitschrift durchaus Notwendigkeit bestehen kann." "Francia-Recensio" urteilte: "Das Jahrbuch besticht durch seine multiperspektivische Anlage".